# Arco de Cofreros

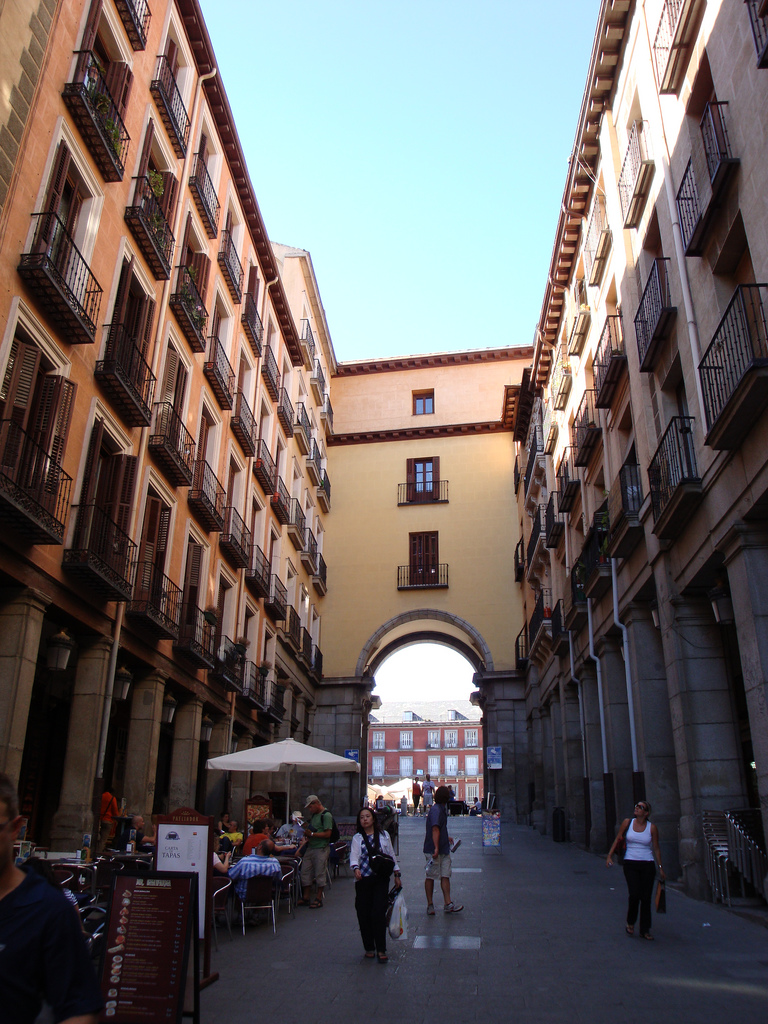
Portal de Cofreros dando terminación a la calle de Toledo y siendo entrada a la plaza Mayor de Madrid.

El Arco de Cofreros (a veces también como Portal de Cofreros) es uno de los nueve accesos a la plaza Mayor de Madrid. El denominado arco es la terminación en cuesta de la calle de Toledo hasta llegar a la rasante de la plaza Mayor. Se denomina así por ser, durante el antiguo régimen, lugar de comercialización y artesanía madrileña del gremio de los cofreros. En la actualidad es punto de congregación de coleccionistas (principalmente de numismática y filatelia) y artistas callejeros (pintores). 

## Historia
Es muy posible que durante el siglo XVI se establecieran gremios artesanos de cofreros y cajeros que se dedicaron a manufacturar cofres, baúles y cajas de madera de todas formas y tamaños. Estos gremios se ubicaban en los lugares de paso con el objeto de ofrecer estructuras para el transporte de mercancías. El arquitecto español Juan Gómez de Mora realiza las modificaciones de la zona en el siglo XVII y es posiblemente su constructor. Posteriormente, debido a un incendio en 1790, la zona es restaurada por el arquitecto Juan de Villanueva que proyecta los edificios que rodean el Arco en agosto del año 1791. Antiguamente existía en la Puerta del Sol una calle que desembocaba en ella denominada de Cofreros, esta calle desaparece debido a las reformas y ampliación de la misma.